# Donna Reedová
Donna Belle Mullengerová (27. ledna 1921 Denison – 14. ledna 1986 Beverly Hills), byla americká filmová a televizní herečka.

## Život

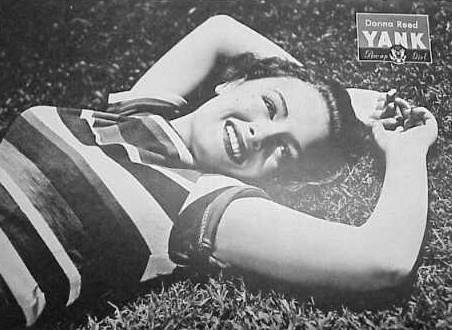
Donna Reedová na obálce časopisu Yank (1945)

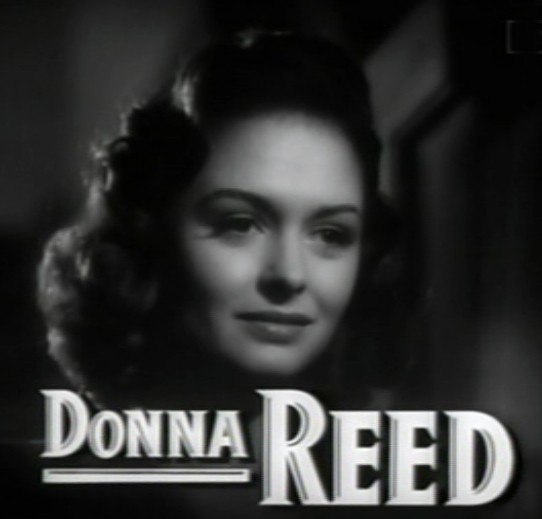
Donna Reedová ve filmu Lidská komedie (1943)

Narodila se 27. ledna 1921 jako nejstarší z pěti dětí na farmě poblíž města Denison v Iowě. Zde vystudovala Denison High School a v roce 1938 také vyhrála místní soutež krásy. Brzy poté se vydala do Los Angeles, kde začala studovat na Los Angeles City College a začala hrát ve mnoha různých studentských představeních. Díky tomu se jí začalo přezdívat „Královna kolejí“ a její fotografie se dostala i na titulní stranu Los Angeles Times.
V té době se také věnovala modelingu a brzy na to, jí přišla nabídka od filmového studia Metro-Goldwyn-Mayer. Zpočátku však hrála pouze vedlejší role a sbírala zkušenosti, ale už v témže roce, co nastoupila, ji přidělili větší roli v muzikálu Babes on Broadway (1941), kde hrála po boku tehdejších hvězd; Judy Garlandové a Mickeyho Rooneyho. Dál hrála čím dál významnější role, a už v roce 1945 se mohla zařadit mezi hollywoodskou elitu.
Její asi nejznámější role přišla o rok později s filmem Život je krásný (1946), který byl ještě mnoho let poté, uváděn jako americká sváteční klasika. Po celá 40. léta byla obsazována do spousty filmů, a většina z nich si vedla dobře u kritiků i publika.
S nástupem 50. let si vedla ještě lépe a dostávala čím dál větší role. Za snímek Odtud až na věčnost (1953) si dokonce odnesla cenu Akademie za nejlepší herečku ve vedlejší roli.
Po dalších mnoha úspěšných filmech si s manželem Tony Owenem v roce 1958 založila vlastní produkční společnost „The Donna Reed Show“ a na dalších 8 let se stal pořad televizním hitem. Mezi lety 1959–1962 byla dokonce pokaždé nominována na cenu Emmy pro nejlepší televizní herečku. V roce 1963 však získala „pouze“ Zlatý glóbus.
Po ukončení produkce v roce 1966 se z showbyznysu na chvíli stáhla a jako protiatomová a protiválečná (válka ve Vietnamu) aktivstka, založila v roce 1967 sdružení „Another Mother for Peace“.
K televizi se vrátila ještě v roce 1984, kde v seriálu Dallas dočasně nahradila Barbaru Bel Gaddesovou a v následující sezóně chtěla pokračovat dál . Z natáčení však byla propuštěna, což znamenalo definitivní konec její kariéry.
Donna Reedová zemřela 14. ledna 1986 na rakovinu slinivky.

## Filmografie (výběrová)

### Filmy
- 1942 Mokey (režie Wells Root)
- 1942 Eyes in the Night (režie Fred Zinnemann)
- 1942 Calling Dr. Gillespie (režie Harold S. Bucquet)
- 1943 Lidská komedie (režie Clarence Brown)
- 1944 See Here, private Hargove (režie Tay Garnett, Wesley Ruggles)
- 1944 Gentle Annie (režie Andrew Marton)
- 1945 Byli obětováni (režie John Ford, Robert Montgomery)
- 1946 Život je krásný (režie Frank Capra)
- 1946 Faithful in My Fashion (režie Sidney Salkow)
- 1948 Beyond Glory (režie John Farrow)
- 1949 Chicago Deadline (režie Lewis Allen)
- 1951 Saturday's Hero (režie David Miller)
- 1952 Scandal Sheet (režie Phil Karlson)
- 1952 Hangsman's Knot (režie Roy Huggins)
- 1953 Trouble Along the Way (režie Michael Curtiz)
- 1953 The Caddy (režie Norman Taurog)
- 1953 Odtud až na věčnost (režie Fred Zinnemann)
- 1953 Gun Fury (režie Raoul Walsh)
- 1953 Dobyvatelé sedmi moří (režie Sidney Salkow)
- 1954 Three Hours to Kill (režie Alfred L. Werker)
- 1954 They Rode West (režie Phil Karlson)
- 1955 Příběh Bennyho Goodmana (režie Valentine Davies)
- 1956 Rána na oplátku (režie John Sturges)
- 1956 Ransom! (režie Alex Segal)
- 1956 Beyond Mombasa (režie George Marshall)
- 1958 The Whole Truth (režie John Guillermin)
- 1979 The Best Place to Be (režie David Miller)
- 1983 Deadly Lessons (režie William Wiard)

### Seriály
- 1958–1966 The Donna Reed Show (celkem 275 epizod), (režie 22 různých)
- 1984–1985 Dallas (režie Alexander Singer, Roy Campanella II, Linda Day)